# Service (motorfiets)
Service is een historisch merk van motorfietsen.
De bedrijfsnaam was: Service & Colonial Ltd., London.
Engels merk dat al vóór 1905 motorfietsen verkocht die echter elders gebouwd werden, zoals bij Wartnaby & Draper en Connaught. In 1912 verdween het merk Service van de markt.